# Sclérodactylie
 Mise en garde médicale
La sclérodactylie, du grec ancien σκληρός sklēros, en français « dur » et δάκτυλος dáktylos, en français « doigt », est un durcissement (en sémiologie médicale une sclérose) de la peau des doigts caractérisé par la rétraction et le durcissement de la peau et des ongles au niveau des doigts.

## Étiologie
La sclérodactylie est due à une atteinte du tissu conjonctif et des vaisseaux qui conduit à une sclérose progressive .
La sclérodactylie est le symptôme majeur de la sclérodermie systémique évoluée, dans ses deux principales formes : sclérodermie systémique limitée (dite syndrome CREST) et sclérodermie systémique généralisée (avec atteinte cutanée diffuse), mais pas dans la forme de « sclérodermie systémique sclérodermie sine scleroderma » qui n’affecte pas la peau,.

## Évolution
Dans l’histoire naturelle de la maladie, la sclérodactylie est une complication à terme du phénomène de Raynaud qui s’accompagne d’une augmentation de volume des extrémités distales avec un épaississement progressif de la peau des doigts qui finit par s’indurer avec un aspect tendu, luisant et dont la pigmentation change tandis que des petites ulcérations se multiplient au bout des doigts. Ces troubles peuvent atteindre les orteils. La fonction des doigts est perturbée pouvant engendrer un véritable handicap.

## Synonyme
Acrocslérose , .